# 梶山信吾
梶山 信吾（かじやま しんご、1976年10月28日 - ）は、大阪府出身の元バスケットボール選手である。ポジションはシューティングガード。現名古屋ダイヤモンドドルフィンズアシスタントゼネラルマネージャー

## 来歴

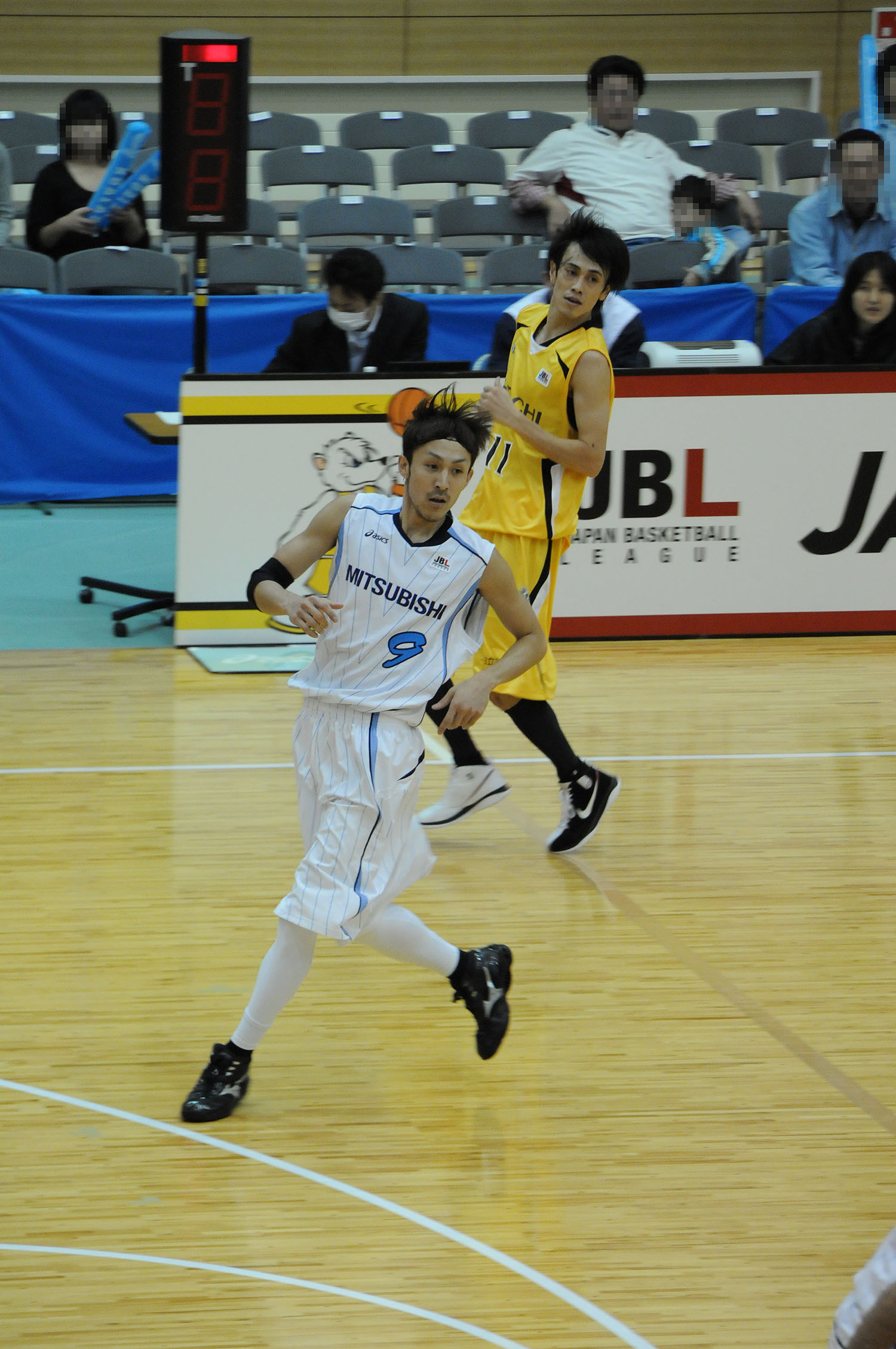
現役時代

大商学園高から日本大学に進学し、インカレに出場。
卒業後、三菱電機（現：名古屋ダイヤモンドドルフィンズ）に入社。
2005年にはアジア選手権に出場する日本代表にも選ばれている。2013年引退、アシスタントコーチに就任。
2017年オフ、三菱電機の後継プロチーム・名古屋ダイヤモンドドルフィンズのヘッドコーチに就任した。2021年オフにヘッドコーチを退任し、アシスタント・ゼネラル・マネージャーに就任した。2022年オフよりゼネラルマネージャー
2025年オフ、名古屋ダイヤモンドドルフィンズとWリーグ・三菱電機コアラーズのアシスタントゼネラルマネージャー就任。

## 経歴
- 大商学園高 - 日大 - 三菱電機（1999年〜2013年）